# Пантелеев, Николай Алексеевич
Николай Алексеевич Пантелеев (1928 — 2 октября 2003) — советский партийный деятель, председатель Госкомитета СМ УССР по труду. Член ЦК КПУ в 1976—1990 г. Депутат Верховного Совета УССР 9-11-го созывов.

## Биография
Трудовую деятельность начал в 1945 году колхозником. Затем работал горным мастером, участковым, главным маркшейдером шахты треста «Хакасуголь» Красноярского края РСФСР.
Член ВКП(б) с 1948 года.
В 1955 году окончил Высшие инженерные курсы при Ленинградском горном институте.
В 1955—1962 г. — преподаватель Лисичанского горного техникума, инженер-экономист, помощник главного инженера, секретарь парткома шахтоуправления «Привольнянское-Южное» треста «Лисичанскуголь» Луганской области.
В 1962—1970 г. — 1-й секретарь Лисичанского городского комитета КПУ Луганской области.
В 1970—1971 г. — инспектор ЦК КПУ.
В 1971 — октябре 1976 г. — 2-й секретарь Запорожского областного комитета КПУ.
22 октября 1976 — 25 июля 1988 г. — председатель Государственного комитета Совета Министров Украинской ССР по труду. 25 июля 1988—1990 г. — председатель Государственного комитета Совета Министров Украинской ССР по труду и социальным вопросам.